# Incendio de la barraca Schulze de Valparaíso

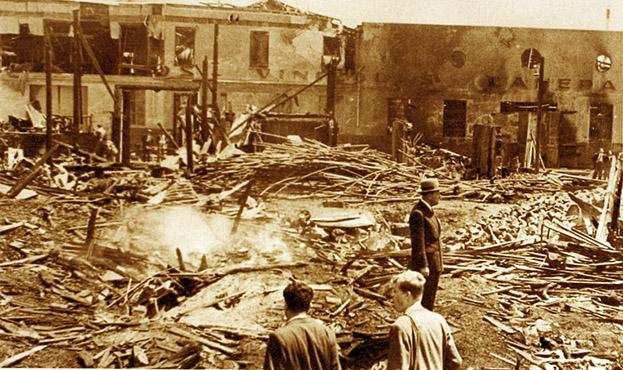
Sitio de la barraca posterior al incendio.

El incendio de la barraca Schulze fue un desastre ocurrido en la ciudad chilena de Valparaíso en la madrugada del 1 de enero de 1953. El siniestro provocó dos grandes explosiones que causaron la muerte de 50 personas, entre ellos 36 bomberos. Otras 350 personas resultaron heridas. Es la peor tragedia bomberil del país y uno de los incendios con mayor cantidad de víctimas que ha sufrido la ciudad.

## Antecedentes
El 1 de enero de 1953, gracias a la gestión del odontólogo porteño Ernesto Dighero, se realizó el primer show pirotécnico en la bahía de Valparaíso para recibir el año nuevo, tradición que se mantiene hasta hoy. Además, la ciudad había inaugurado la tarde del 31 de diciembre anterior un nuevo servicio de transporte público, los trolebuses que pasaban a reemplazar a los tranvías eléctricos tras años de postergaciones.
Mientras transcurrían las celebraciones del nuevo año, cerca de las 2:10 a.m., la central de comunicaciones del Cuerpo de Bomberos de la ciudad recibía la alerta de un incendio en la esquina de avenida Brasil con calle Freire, donde se ubicaba la barraca de madera Schulze. Una bengala disparada momentos antes había caído sobre la estructura originando el siniestro en este sector del plan de Valparaíso.
Concurrieron la totalidad de las compañías de bomberos de la ciudad. La octava y la undécima se apostaron por calle Blanco, donde se ubicaba el edificio de la Dirección de Caminos actualmente Dirección de Vialidad, mientras que las otras unidades atacaban el fuego en avenida Brasil. Luego de casi una hora de trabajo, la situación comenzó a ser controlada, por lo que el Segundo Comandante José Serey ordenó el retiro de la 1ª, 2ª, 3ª, 4ª, 5ª y 9ª compañías, quedándose el resto para finalizar el trabajo de extinción de las últimas llamas y posteriormente remover los escombros.
Los bomberos no advirtieron el peligro oculto en la parte posterior de la manzana, en calle Blanco 2064. Allí, en el almacén de vialidad, se encontraban escondidas varias toneladas de dinamita, cajones de pólvora, tambores de petróleo, parafina y bencina, ocultas ilegalmente sin tener conocimiento las autoridades correspondientes.
Cuando eran las 3:04 a.m. una fuerte explosión se sintió en prácticamente todo Valparaíso y una gran columna de fuego se elevó por varios metros. Edificios situados a cinco cuadras a la redonda sufrieron la destrucción de sus ventanales y numerosos bomberos que se encontraban al interior de la barraca murieron instantáneamente. Otras cientos de personas resultaron gravemente heridas por quemaduras y por la caída de objetos producto del estallido.

## Consecuencias

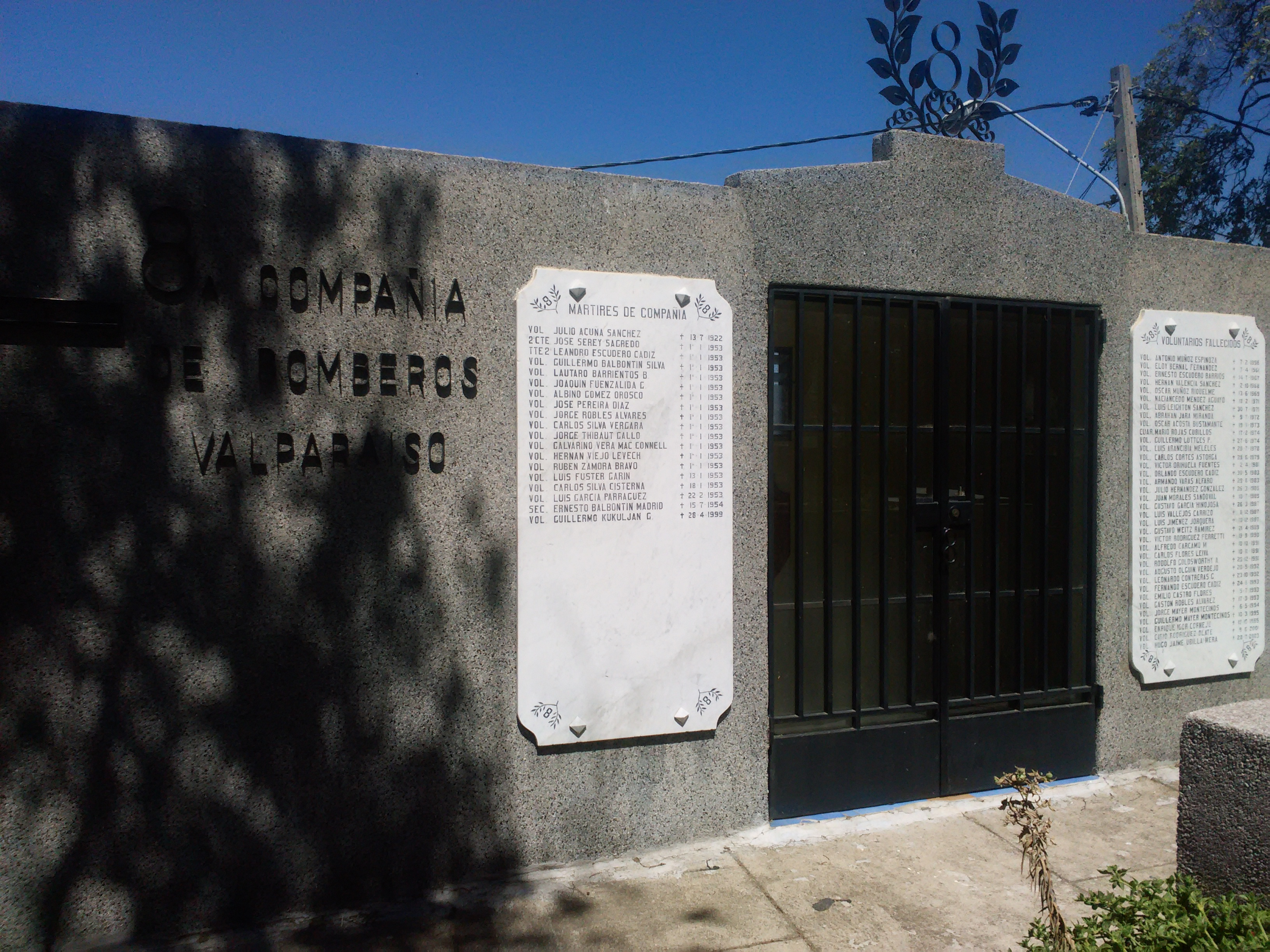
Mausoleo de la Octava Compañía Zapadores Franco Chilenos, ubicado en el cementerio N° 2 de Valparaíso.

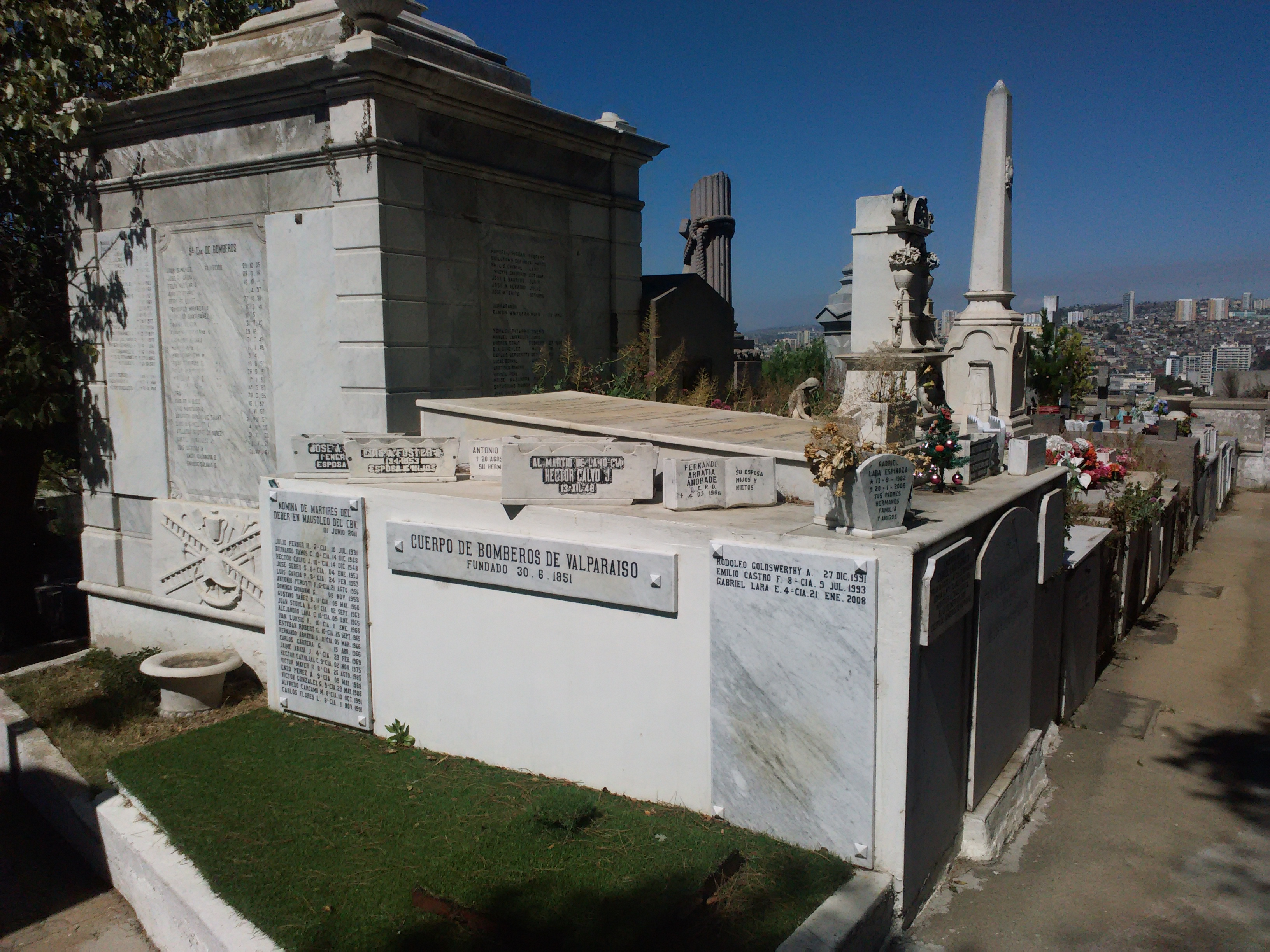
Mausoleo del Cuerpo de Bomberos de Valparaíso, ubicado en el cementerio N° 1 de Valparaíso, donde está sepultado el Segundo Comandante José Serey.

El desastre provocó la muerte de 31 bomberos de distintas compañías, un carabinero que ayudaba en la emergencia y 13 civiles que habían concurrido a mirar el incendio sin dimensionar el riesgo que corrían. Otros cinco bomberos fallecieron durante los siguientes días a consecuencia de la gravedad de sus heridas, quedando finalmente en 36 la nómina de los voluntarios que perecieron.

### Nómina de bomberos fallecidos
| - Sexta Compañía (Pompa Italia) - Voluntario Guido Malfatti Paolinelli - Voluntario Paolo Scorza Roi - Voluntario Humberto Gaggero Capellaro - Séptima Compañía (Bomba España) - Maquinista Rufino Rodrigo Ruiz - Octava Compañía (Zapadores Franco Chilenos) - Segundo Comandante José Serey Sagredo - Teniente 2° Leandro Escudero Cádiz - Voluntario Guillermo Balbontín Silva - Voluntario Lautaro Barrientos Barrientos - Voluntario Joaquín Fuenzalida González - Voluntario Albino Gómez Orozco - Voluntario José Pereira Díaz - Voluntario Jorge Robles Álvarez - Voluntario Carlos Silva Vergara - Voluntario Jorge Thibaut Gallo - Voluntario Galvarino Vera Mc Conner - Voluntario Hernán Viejo Levech - Voluntario Rubén Zamorano Bravo - Voluntario Luis Fuster Garín - Voluntario Carlos Silva Cisternas - Voluntario Luis García Parraguez | - Décima Compañía (Salvadora y Guardia de Propiedad) - Teniente 1° René Carmona Corvalán - Teniente 2° Juan Contreras Fernández - Voluntario Jaime Rojas Rojas - Voluntario Carlos Figueroa Pinilla - Voluntario Carlos López González - Voluntario Julio Gallagher Maureira - Voluntario Jorge Rubio Ramírez - Voluntario Luis Pinto Gómez - Voluntario Jorge Candia Pérez - Voluntario Gustavo Covarrubias Díaz - Undécima Compañía (Bomba Británica) - Voluntario Alonso Agüero Ferrada - Voluntario Fernando Aguilo Muñoz - Voluntario Edwin Glaves Espejo - Voluntario Rober Glaves Espejo - Voluntario Hugh Honeyman Hills - Voluntario Roberto Layera Pacheco |

## Reacciones
El Presidente de la República, Carlos Ibañez del Campo arribó a Valparaíso para dimensionar la magnitud de la tragedia. También lo hizo el alcalde de la vecina Viña del Mar WIadimir Hüber. La mayor parte de los heridos fueron trasladados al Hospital Carlos Van Buren.
A los funerales de las víctimas concurrieron el ya mencionado Presidente de la República, además de sus ministros de Obras Públicas, de Hacienda, de Interior, de Educación y de Justicia. La ceremonia religiosa fue celebrada por el obispo de Valparaíso Rafael Lira Infante. El gobierno decretó duelo nacional por tres días.

## Homenajes
Tanto la octava como la décima compañías colocaron una placa como homenaje en sus cuarteles de calle Blanco esquina avenida Brasil, vecinas al lugar del siniestro. También existe una placa recordatoria en el lugar del desastre, donde actualmente se ubica la Escuela de Ingeniería Bioquímica de la Pontificia Universidad Católica de Valparaíso.
Varias de las calles y pasajes del Segundo Sector de Playa Ancha, llevan los nombres de los bomberos fallecidos aquella madrugada.